# Țara Făgărașului

Țara Făgărașului în timpul lui Mircea cel Bătrân

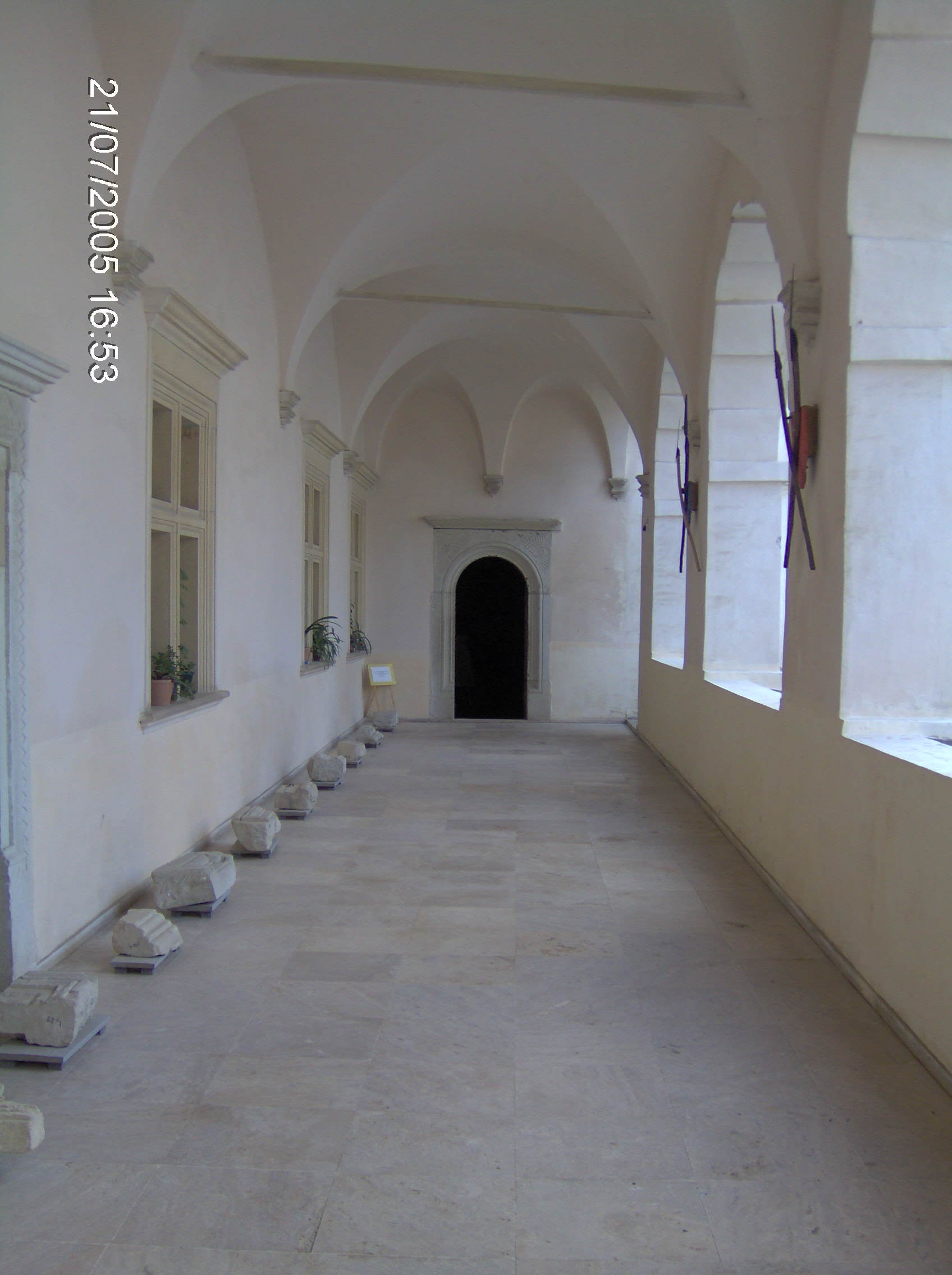
Logia de la primul etaj al Cetății Făgărașului

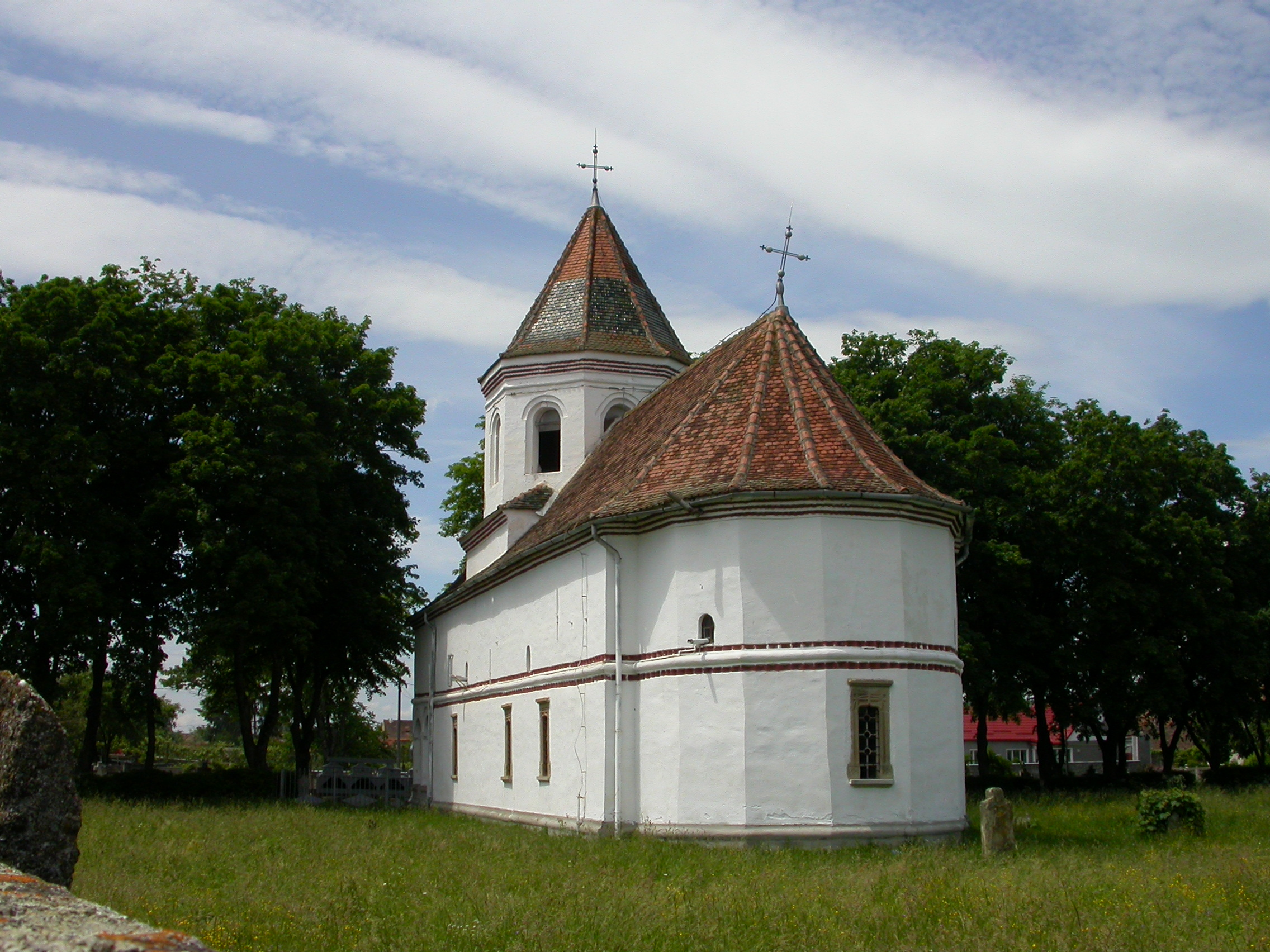
Biserica Sfântul Nicolae din Făgăraș (1698)

Pisania Bisericii Sfântul Nicolae, construită de Constantin Brâncoveanu la Făgăraș

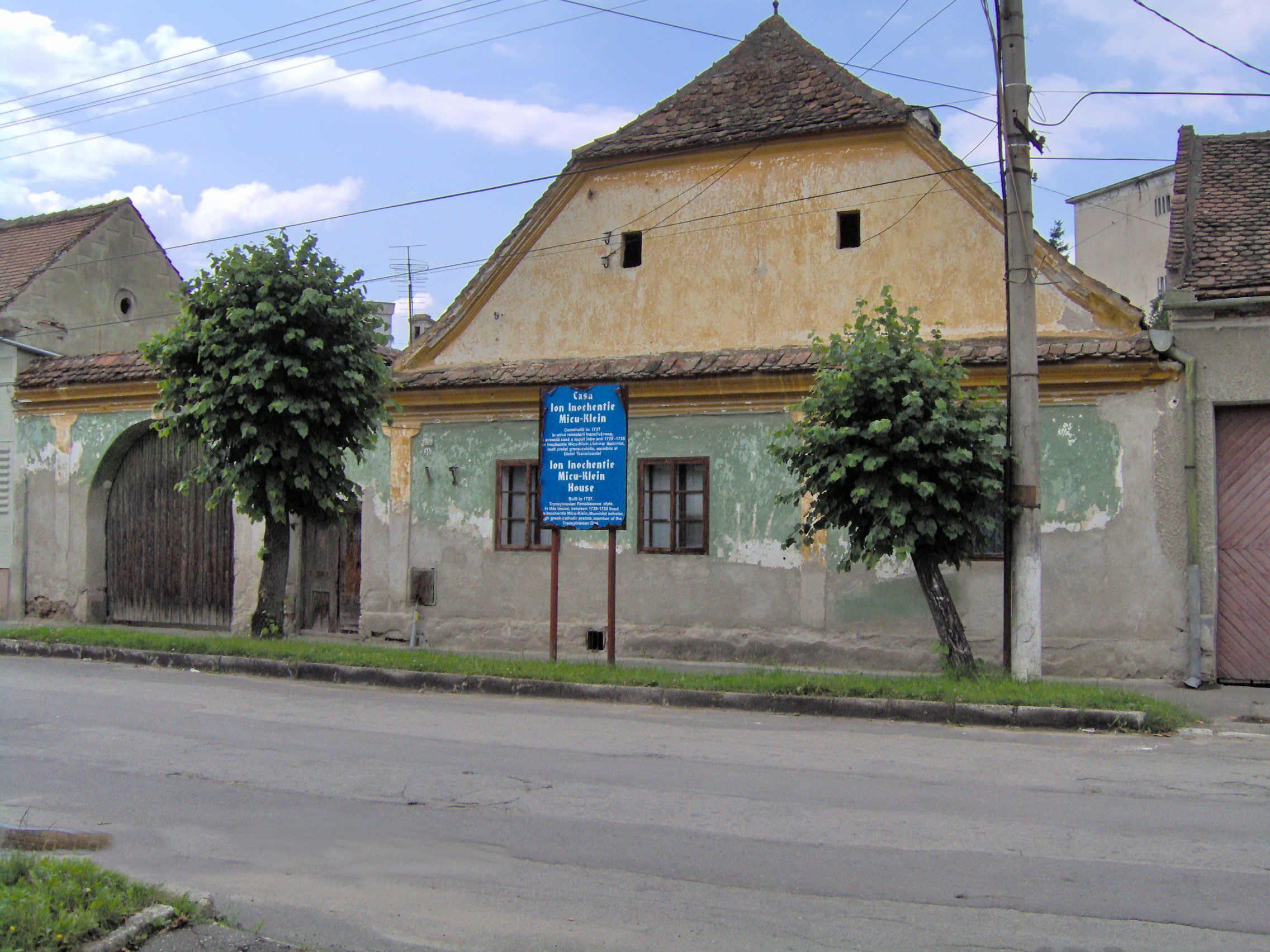
Casa Ioan Inocențiu Micu-Klein din Făgăraș (1727)

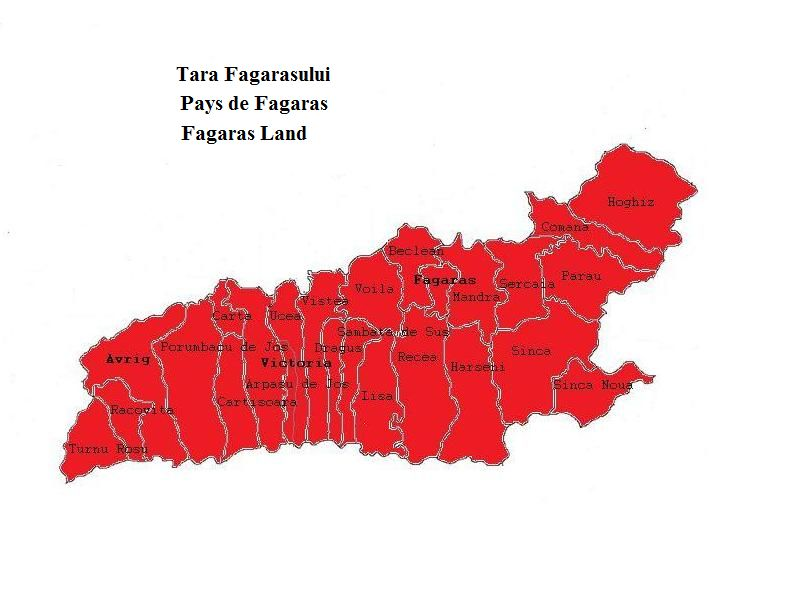
Harta Țarii Făgărașului

Țara Făgărașului (uneori și Țara Oltului) este o depresiune și un ținut istoric din Transilvania, situat de-a lungul cursului mijlociu al râului Olt, cu centrul în cetatea medievală Făgăraș. În 1876 teritoriul Țării Făgărașului a fost organizat în comitatul Făgăraș, unitatea administrativă precursoare a județului interbelic Făgăraș.
 
Prin Legea nr. 5 din 6 septembrie 1950, după instaurarea (în decembrie 1947) a Republicii Populare Române, județele interbelice au fost desființate, iar ținutul Făgărașului a fost încorporat, în nou creata Regiune Sibiu; aceasta fiind desființată în 1952, teritoriul făgărășean a fost cuprins în Regiunea Stalin, care, în 1960, a fost redenumită Regiunea Brașov. În 1966, odată cu reorganizarea administrativ-teritorială a Republicii Socialiste România, ținutul Făgărașului a fost împărțit între județele actuale Brașov și Sibiu.

## Cadru natural
Desfășurată sub forma unei fâșii, dispusă pe axa est-vest, cu lungimea de 82 km și lățimea variind între 12 și 19 km, depresiunea relevă două tipuri principale de relief. Acestea se succed dinspre munte (Munții Făgăraș), sub forma unui vast amfiteatru cu deschiderea către nord, spre lunca largă a Oltului și Podișul Hârtibaciului. Relieful colinar format din dealurile submontane perșano-făgărășene, cu altitudini cuprinse între 500 și 800 m și adânc fragmentat de acțiunea freatică a râurilor montane, sugerează o anfiladă de contraforturi naturale, care dispar treptat la nord-est de Valea Veneției. Această unitate se află în legătură cu alte câteva subunități distincte de relief, compuse, de la est spre vest, din dealurile Perșanilor, central-făgăreșene, Măgurei și Blidăriei. Acest sistem este continuat spre nord de câmpia piemontană, care ocupă circa 83% din suprafața totală a depresiunii. Câmpia piemontană făgărășeană se extinde de la altitudinea de aproximativ 700 m, către munte, până la aproximativ 400 m, cât măsoară în medie pe Valea Oltului. 
Clima depresiunii înregistrează o temperatură medie anuală de 8,7 °C, cu creșteri maxime în luna iulie și scăderi minime în luna ianuarie. Precipitații abundente, sub formă de ploaie, sunt semnalate în lunile mai-august, când ating o cantitate maximă de 128,4 mm (iulie) , iar sub formă de zăpadă în lunile octombrie-martie. Bogată în pajiști și în păduri de foioase, etalând o gamă variată de soluri prielnice agriculturii, irigate de o rețea densă de râuri cu un debit bogat de apă, Țara Făgărașului a oferit constant condiții propice de viață.

## Denumirile teritoriului
Structura apelativelor atribuite acestui ținut, evocate de izvoarele istorice scrise, cartografice sau păstrate în tradițiile orale ale locuitorilor săi, permite clasificarea lor în funcție de trei criterii: geografic, etnic și politico-administrativ. Populația sa românească a utilizat prevalent, din Evul Mediu Timpuriu și până în prezent, denominația geografică, desemnând teritoriul sub numele Țara Oltului. Sinonimul său german poartă denumirea Altland.
Cronologic ulterioare sunt o serie de apelative care enunță realități etnologice din Țara Oltului. Toate aceste denumiri sunt compuse din numele formei de organizare teritorial-administrativă și din etnonimul maghiar atribuit românilor. Aceste denominații sunt evocate în documente emise în anii 1222 (Terra Blacorum), 1224 (Silva Blacorum) și 1252 (Terra Olacorum).
După mijlocul secolului al XIII-lea, teritoriul de referință a fost desemnat și prin regionimul Țara Cârței. Acest regionim, derivat din numele centrului contemporan politico-administrativ al teritoriului și anume localitatea Cârța (Românească), apare atestat în izvoarele scrise în anul 1252 (Terra Olacorum ... de Kyrch), fiind utilizat în special de populația germană până în secolele XVII-XVIII (Cherrzerland).
Regionimul Țara Făgărașului este ceva mai recent și datează din prima jumătatea secolului al XIV-lea. Această denominație derivă din numele așezării Făgăraș, devenită abia în prima jumătate a secolului al XIV-lea centrul politico-administrativ al acestui ținut. Prima atestare documentară a regionimului Țara Făgărașului datează din anul 1372. Acreditarea și impunerea acestui regionim în conștiința colectivă s-au produs în cursul secolelor al XVI-lea și al XVII-lea.

## Țara Făgărașului până în secolul al XIII-lea
Cele mai timpurii informații scrise cu privire la istoria Țării Făgărașului datează abia din prima jumătate a secolului al XIII-lea. Reconstituirea realităților istorice ale Țării Făgărașului din epocile precedente, anterioare primelor relatări scrise, este posibilă, în aceste circumstanțe, doar în funcție de rezultatele cercetărilor arheologice, lingvistice și toponimice. Cercetările arheologice din ultimele decenii au adus la lumină o serie de așezări neolitice la Calbor, Hălmeag, Făgăraș și Felmer. Așezări din epoca bronzului au fost scoase la iveală la Cuciulata, Șercaia, Beclean, Mândra, Hoghiz, Săvăstreni și la Ungra.
De data ceva mai recentă, din epoca fierului, care coincide, în parte, cu perioada statului dac, sunt urmele de locuire constatate, printre altele, la Comăna de Jos, Veneția de Jos, Părău, Șinca Veche, Arpașu de Sus și la Racoș. Cucerirea Daciei de către romani (106) aduce cu sine modificări importante și în habitatul Țării Făgărașului, populația ținutului cuprins între Olt și Munții Făgăraș fiind, în parte, evacuată la nordul râului, iar zona închisă și supravegheată,  spre est prin castrul de la Râșnov (Cumidava), iar spre vest prin castrul de la Turnu Roșu (Caput Stenarum).
De-a lungul Oltului și la nordul Țării Făgărașului romanii au construit castrele militare de la Hoghiz, Feldioara și Cincșor. Urme de locuire sau doar monede din epoca romană au fost sesizate în Țara Făgărașului la Beclean, Făgăraș, Șinca Nouă și Veneția de Jos. După retragerea administrației romane la sudul Dunării de Jos (271 d. Chr.), o parte a populației evacuată revine la sudul Oltului, în Țara Făgărașului. Descoperite în anul 1910 în stânga Oltului, la Feldioara, județul Brașov, cele două lingouri de aur cu greutate de 338,90 g, datate la sfârșitul secolului al IV-lea, în perioada împăratului Teodosiu, au fost atribuite goților. Prezența acestor lingouri de aur în Țara Bârsei și a tezaurului de bronz de la Hoghiz-Ungra, în Țara Făgărașului, datat, de asemenea, în secolul al IV-lea, argumentează că Valea Oltului a reprezentat o cale importantă de tranziție în epoca migrației popoarelor.
Penuria descoperirilor arheologice din secolele următoare ar putea fi explicată prin retragea populației localnice în zonele înalte, ferite ale Țării Făgărașului, determinată de pericolul reprezentat de popoarele migratoare. Această discontinuitate majoră de locuire este întreruptă cu începere din secolul al VIII-lea, perioadă în care sunt datate câteva monede bizantine și diverse urme de locuire. În perioada secolelor VIII-XI sunt datate descoperirile de la Dopca, Hălmeag, Mateiaș, Beclean, Săcădate, Voila și Breaza, atribuite protoromânilor și populației slavo-române. Continuitatea de existență a populației romanizate în Țara Făgărașului este confirmată însă de izvoarele toponimice. Conservarea de către localnici a numelui antic al râului Olt (în latină Alutus), într-o formă fonetică corespunzătoare legilor fonologice ale limbii române Olt, până spre sfârșitul secolului al XIV-lea și transmiterea lui în secolele al XI-lea - al XII-lea populațiilor nou venite argumentează această continuitate. Prezența pe teritoriului Țării Făgărașului, dar și în zonele sale limitrofe a unor toponime slave - Debran, Dopca, Lisa, Ungra, Breaza și, respectiv, Glâmboaca, Sadu, Bran, Câlnic sau Lovnic -, și conservarea lor în limba română într-o formă fonetică identică sau apropiată celor slave, demonstrează conviețuirea slavo-română din secolele al X-lea - al XI-lea în Țara Făgărașului. 

### Popoare migratoare
Începând cu secolul al X-lea, poate fi datată  și apariția  unor noi populații migratoare. Toponime de genul Iași, Avrig, Arpaș, Porumbac sau Beșimbac (rebotezat, în anii 1920, „Olteț”) relevă prezența, dar și sedentarizarea unor grupuri de alani, pecenegi și cumani pe teritoriul Țării Făgărașului. Avansarea spre Carpații Meridionali, granița naturală a Transilvaniei, și stabilirea temporară, timp de câteva decenii, a hotarelor Regatului Ungariei pe malul nordic al Oltului se produce în prima jumătate a secolului al XII-lea. Linia graniței statale a fost marcată de palisade și de o serie de cetăți de pământ, dintre care doar cetatea maghiară de la Ungra, datată la mijlocul secolului al XII-lea, a fost cercetată sistematic până în prezent. Ridicarea cetății de pământ de la Făgăraș, pe la mijlocul secolului al XII-lea, constituie o primă etapă în procesul aservirii Țării Făgărașului. Ocuparea completă a teritoriului și includerea sa în interiorul granițelor statului maghiar s-au produs în ultima treime a veacului al XII-lea. Câteva decenii mai târziu, în primii ani ai secolului al XIII-lea, apar și primele informații scrise, provenite din cancelaria regală maghiară, cu privire la realități istorice din cuprinsul Țării Făgărașului.

## Țara Făgărașului în secolele XIII-XV

Formațiuni politice românești în secolele IX - XIII

Cele mai timpurii izvoare scrise păstrate, emise în prima treime a secolului al XIII-lea, confirmă imaginea și structura etnică a habitatului Țării Făgărașului din secolele precedente, mediată de izvoarele arheologice, toponimice și lingvistice. Un document emis de cancelaria regală maghiară înainte de 30 noiembrie 1223, care se referă la evenimente consumate în Țara Făgărașului în primii ani ai secolului al XIII-lea, între 1205-1206, relatează dotarea mănăstirii cisterciene Cârța cu un domeniu, un pământ retras autorității juridice a locuitorilor săi români (terra... exempta de Blaccis). Ulterioară acestor evenimente este participarea între anii 1210-1213 a unor combatanți români și pecenegi (Olacis... et Bissenis), proveniți în parte din  Țara Făgărașului, la oastea comitelui Joachim de Sibiu, trimis de regele Andrei al II-lea al Ungariei la Vidin, în sprijinul aliatului său țarul bulgar Borilă Asan. Informația este relatată de un document emis la Györ, la 23 iunie 1250, de regele Béla al IV-lea al Ungariei (1235-1270).  O diplomă emisă de regele Andrei al II-lea al Ungariei în anul 1222 ne informează despre obligația cavalerilor teutoni, așezați la Feldioara, în Țara Bârsei, de a plăti vama la trecerea lor prin țara românilor (terra Blacorum). Confirmând comunității oaspeților germani așezați între Baraolt și Orăștie (a Waras usque în Boralt) o serie de drepturi și privilegii mai vechi, diploma din anul 1224 (Andreanum) confirmă acum coloniștilor și dreptul de a folosi în comun, cu românii și pecenegii, apele și pădurea românilor și pecenegilor (silva Blacorum et Bissenorum), care acoperea teritoriul Țării Făgărașului. În anul 1235...

## Monumente istorice și de artă
- Cetatea de la Breaza, Brașov
- Cetatea Făgărașului
- Mănăstirea Cisterciană de la Cârța, din județul Sibiu
- Biserica Franciscană din Făgăraș, 1737.

## Imagini

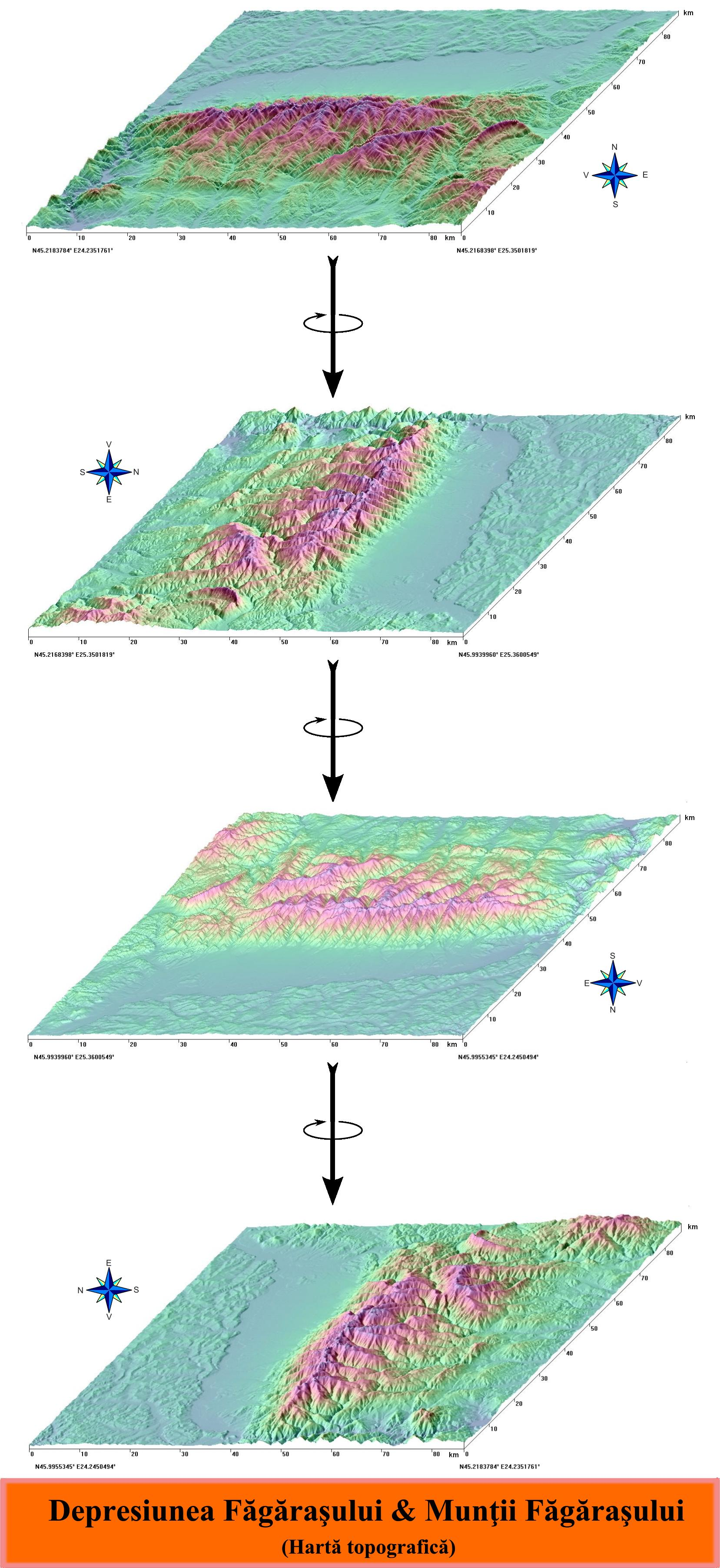
Țara Făgărașului - Hartă topografică
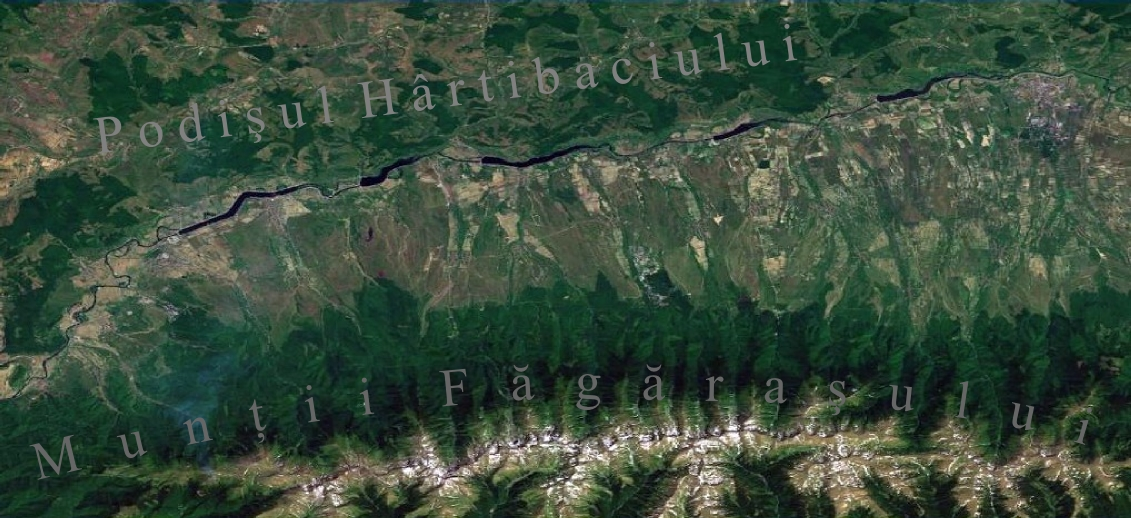
Depresiunea Fagarasului 3D
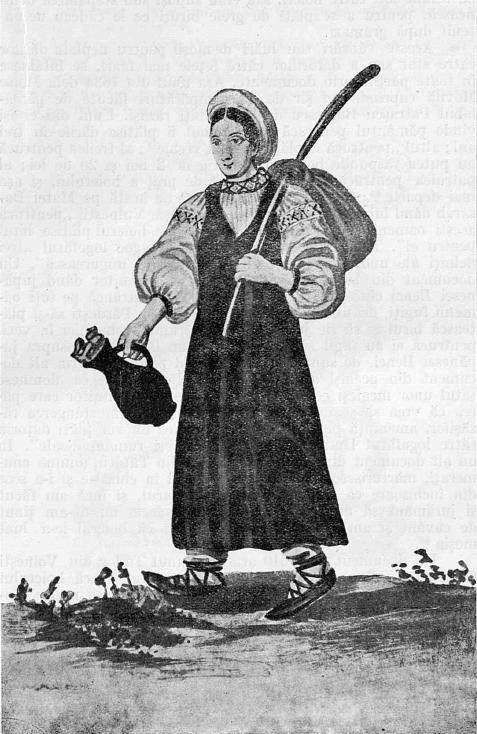
Țărancă din părțile Făgărașului. Dintr-un codice din sec. XVII aflat la Muzeul Național din Budapesta, Ungaria.
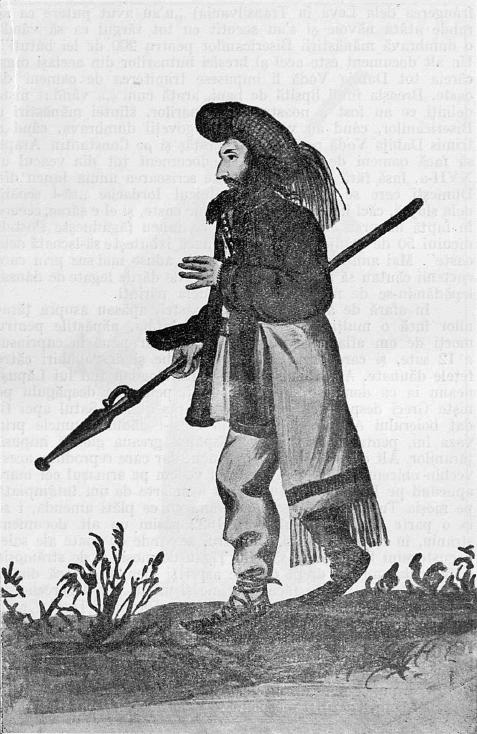
Țăran din părțile Făgărașului. Dintr-un codice din sec. XVII aflat la Muzeul Național din Budapesta, Ungaria.
Biserica Brâncoveanu din Făgăraș (Biserica Sf. Nicolae), ctitorită în 1698
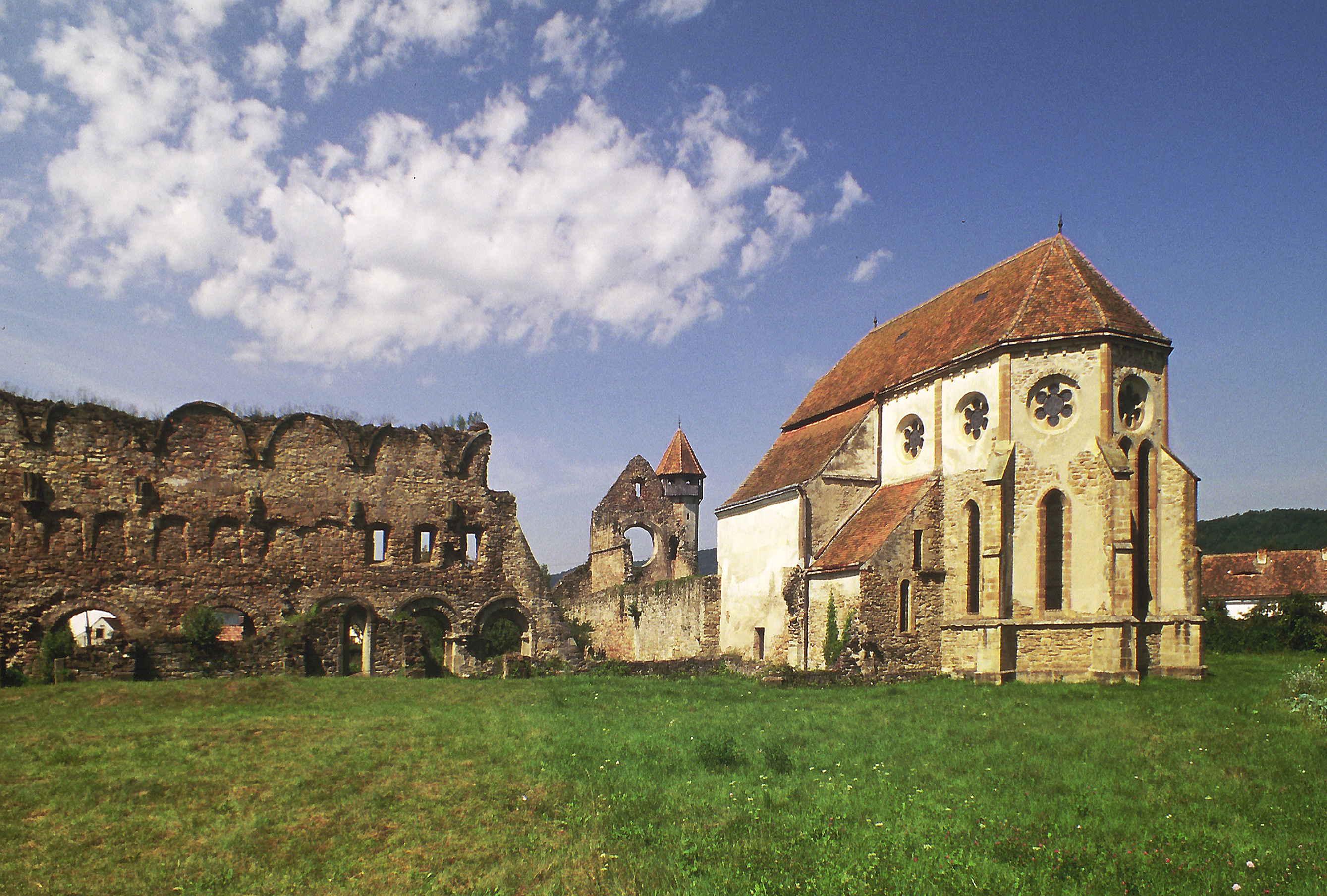
Abația Cisterciană din Cârța
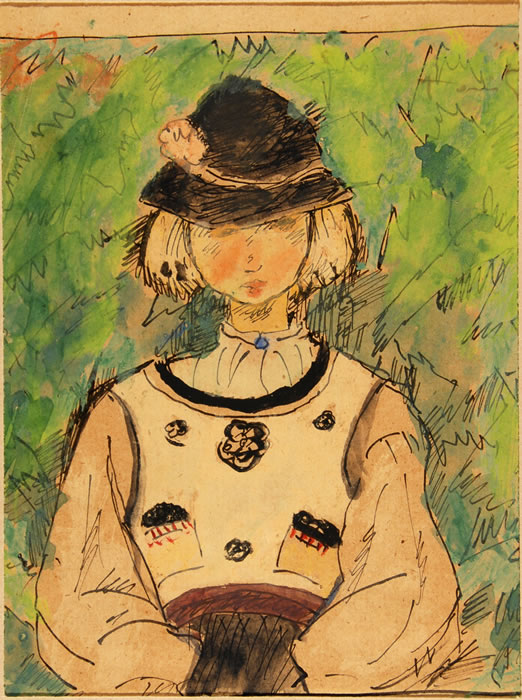
Fetiță din Făgăraș, acuarelă de Nicolae Tonitza (1886-1940), aflată la Muzeul Național Brukenthal din Sibiu